# Legendary Hearts
Legendary Hearts ist das zwölfte Solo-Studioalbum des amerikanischen Rockmusikers Lou Reed, das im März 1983 von RCA Records veröffentlicht wurde. Alleiniger Produzent war Reed.

## Produktion
Die Band bestand neben Reed an der Gitarre und als Sänger aus Robert Quine (Voidoids) an der Gitarre, Fernando Saunders am Bass und Fred Maher am Schlagzeug – bis auf den Schlagzeuger identisch mit der Band vom Vorgängeralbum The Blue Mask.
In einem Interview erwähnte Quine rückblickend im Jahr 1997, dass es eine ziemlich gute Platte hätte werden können, die Songs aber nicht so gut wie beim Vorgängeralbum gewesen seien, und Reed eher ein Kontrollfreak gewesen sei, der Quines Ideen abgelehnt habe. Zudem hätte ihn Reed in der endgültigen Abmischung sozusagen von der Platte runter gemischt, was das Album ganz matschig und schwammig gemacht habe.
Zu Don’t Talk to Me About Work wurde ein Musikvideo veröffentlicht, in dem Reed in gestreiftem Hemd, Sakko und lockerer Krawatte über sein Dasein als Büromensch klagt.
Auf der folgenden Tournee, mit derselben Band wie im Studio, wurden am 7. September 1983 in Verona und am 10. September in Rom (im Circus Maximus) die Aufnahmen für das Album Live in Italy gemacht. Filmmaterial vom Auftritt in New York City wurde als A Night With Lou Reed auf Video veröffentlicht.

## Titelliste
Alle Titel wurden von Lou Reed geschrieben.
Erste Seite
1. Legendary Hearts – 3:23
2. Don’t Talk to Me About Work – 2:07
3. Make Up Mind – 2:48
4. Martial Law – 3:53
5. The Last Shot – 3:22
6. Turn Out the Light – 2:45

Zweite Seite
1. Pow Wow – 2:30
2. Betrayed – 3:10
3. Bottoming Out – 3:40
4. Home of the Brave – 6:49
5. Rooftop Garden – 3:04

## Rezeption

### Rezensionen
Das Album erhielt mehrheitlich gute Bewertungen von Musikkritikern.
David Fricke meinte im Rolling Stone, dass die Songs auf Legendary Hearts eher wie Ausschnitte aus einem Cinéma vérité seien, die Reed mit einer Band in dokumentarischem Schwarz-Weiß gedreht habe, die die kühne, minimalistische Kraft eines New Wave Crazy Horse ausstrahlen würde. In seiner kompromisslosen Offenheit und harschen emotionalen Wucht sei Legendary Hearts wahrscheinlich das härteste Rockalbum des Jahres.
Mark Deming von AllMusic sah das Album rückblickend nicht als Reeds bestes Album, es sei aber doch mehr als gut genug, um zu bestätigen, dass die Brillanz von The Blue Mask kein Zufall war, und dass Reed sich wieder als einer der wichtigsten Künstler des amerikanischen Rock etabliert habe.
Robert Christgau meinte, wenn The Blue Mask ein Tonic war, sei der Nachfolger ein Longdrink aus Wasser, und die großartigsten Songs auf dem Album würden die Extreme würdigen, ohne die Reed zu leben lernte.
Robert Palmer schrieb für die New York Times, dass alle Songs auf Legendary Hearts persönlich und kraftvolle Konfrontationen zwischen Reed, dem liebenden Ehemann, und Reed, dem selbstzerstörerischen Monster, seien; der einzige Bösewicht sei Reed, aber weil er sich seinen eigenen Fehlern so mutig gestellt habe, wie er einst der Dekadenz um ihn herum entgegentrat, sei er auch der Held des Albums, und die beiden Lou Reeds seien endlich eins geworden.

### Charts und Chartplatzierungen
| ChartsChartplatzierungen       | Höchstplatzierung | Wochen |
| ------------------------------ | ----------------- | ------ |
| Vereinigte Staaten (Billboard) | 159 (7 Wo.)       | 7      |